# 横山健一 (実業家)
横山 健一（よこやま けんいち、1933年1月2日 - 2006年1月29日）は、日本の実業家。中部日本放送社長を務めた。福岡県出身。

## 経歴・人物
1956年に慶應義塾大学文学部国文科を卒業し、1959年に中部日本放送に入社した。
東京支社長、取締役、常務、副社長を経て、1997年6月から2003年6月までに社長を務めた。
2003年6月から会長に就任したが、2006年1月29日在職中に呼吸不全のために死去。73歳没。